# Southern Wine & Spirits
Southern Wine & Spirits est une entreprise étatsunienne productrice de spiritueux et de vin. Elle est basée en Floride

## Histoire
En janvier 2016, Southern Wine & Spirits annonce sa fusion avec Glazer, une entreprise basée à Dallas, pour former Southern Glazer's Wine and Spirits, un ensemble ayant plus de 20 000 salariés.